# Doelen (lied)
Doelen is een lied van de Nederlandse rapper Josylvio in samenwerking met de Nederlandse rapper KA. Het werd in 2022 als single uitgebracht en stond in hetzelfde jaar als tiende track op het album Vallen & opstaan van Josylvio.

## Achtergrond
Doelen is geschreven door Ayoub Chemlali, Jason Mungroop en Joost Theo Sylvio Yussef Abdelgalil Dowib en geproduceerd door JasonXM. Het is een nummer dat past in het genre nederhop met effecten uit de house. In het lied rappen de artiesten over hun doelen in het leven en de successen die ze al hebben behaald. De bijbehorende videoclip is opgenomen in Dubai.
Het is niet de eerste keer dat de twee artiesten met elkaar samenwerken. In 2018 brachten ze samen met Moeman het album Hella cash gang vol. 1 uit. Ook waren ze beiden te horen op de hits Mama bid en Guala. Ze herhaalden de samenwerking daarnaast ook nog op Pesos en PK's.

## Hitnoteringen
De artiesten hadden bescheiden succes met het lied in Nederland. Het kwam tot de 27e plaats van de Single Top 100 in de vier weken dat het in deze hitlijst te vinden was. De Top 40 en haar Tipparade werden niet bereikt.